# Smalto

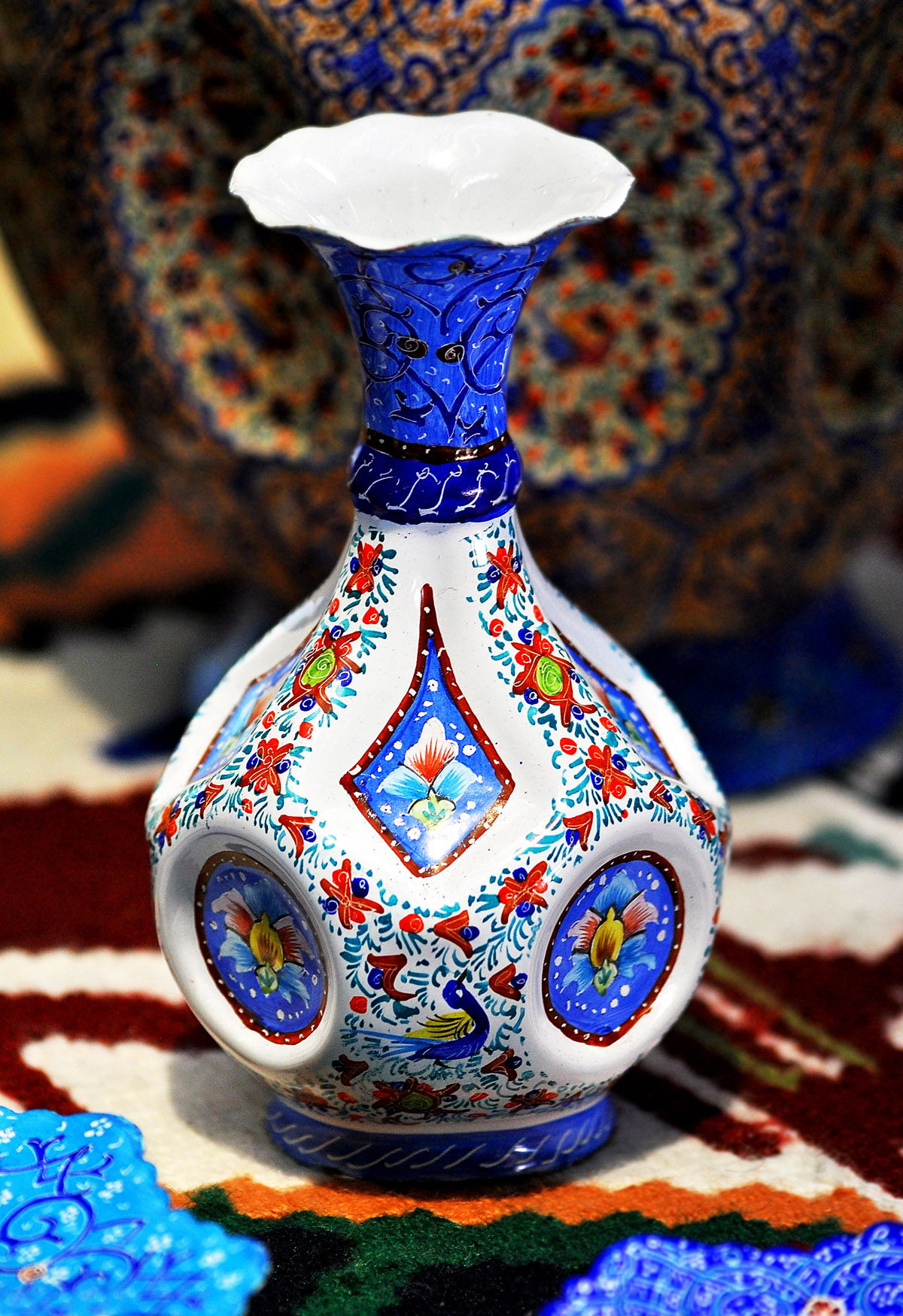
Manufatto di artigianato iraniano

Lo smalto è un rivestimento inorganico fusibile che si fissa sul metallo o su ceramica ad alta temperatura (da 500 a 900 °C). È una sostanza a base vetrosa di ogni colore, applicato spesso a oggetti di ceramica, come pure su rame, bronzo, argento e oro o loro leghe. Nell'industria si applica su acciaio, ghisa e alluminio. Diventa così una protezione da ossidazioni, dall'acqua e da acidi.

## Composizione e tecniche
La composizione chimica è simile a quella del vetro, in quanto formata da una miscela di silice, carbonato di sodio o potassio, si conferisce un aspetto opaco con l'aggiunta di stagno e altri ossidi metallici. Può declinarsi in molti colori, sfumature e finiture. Attualmente lo smalto su metallo viene impiegato non solo per insegne o placche, ma anche per oggetti di design o produzioni artistiche. Le tecniche principali sono lo champlevé, il repoussé ed il cloisonné. Inoltre, la ceramica può essere modellata o lavorata con molte altre tecniche come la tecnica a colaggio, a stampaggio, etc...

## Arte

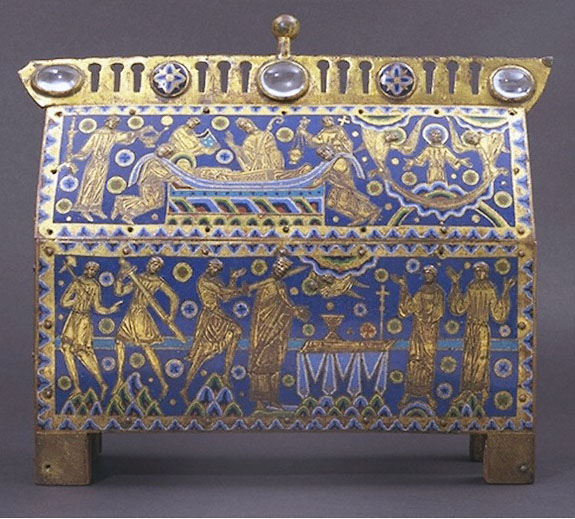
Reliquiario di Thomas Beckett, smalto champlevé di Limoges, XII secolo.

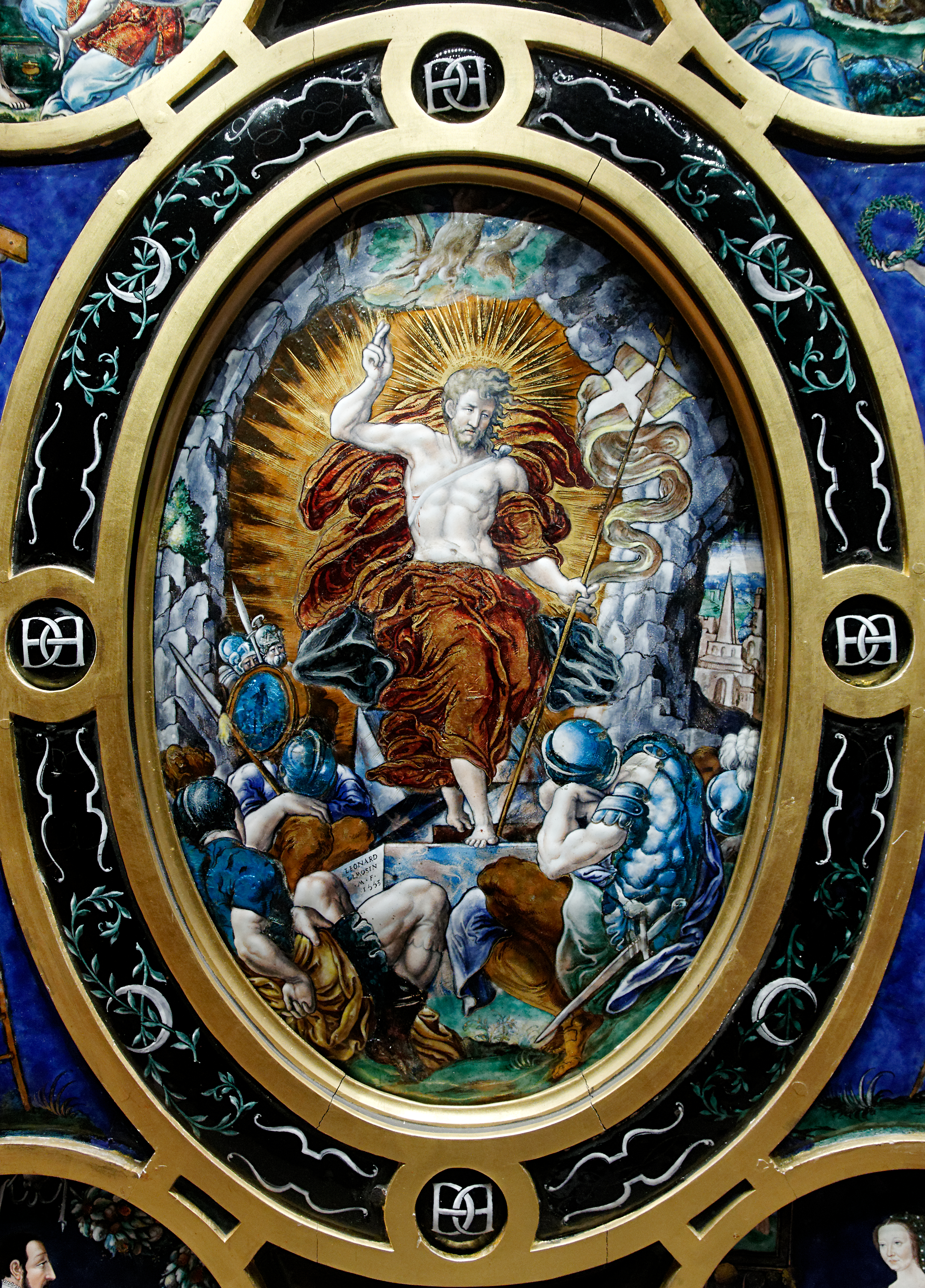
Léonard Limosin, La Resurrezione, 1553, smalto su rame, Parigi, museo del Louvre.

Quella dello smalto è una tecnologia antica e largamente adoperata. Gli antichi egiziani applicarono lo smalto a vasi e oggetti in pietra. Altri esempi si trovarono nell'antica Grecia, tra i celti, in Russia e in Cina. L'uso dello smalto in oreficeria produsse in passato magnifiche opere d'arte, soprattutto durante il Medioevo. Fra queste spicca il bastone pastorale di san Pietro, una reliquia con smalti e pietre preziose realizzata a Treviri alla fine del X secolo nel laboratorio creato dal vescovo di Treviri, Egberto ed oggi conservata nel tesoro del Duomo di Limburg.
Dal Medioevo fino al Seicento, uno dei principali centri di produzione di smalti in Europa fu la città di Limoges, nel centro della Francia. Di particolare rilievo sono gli smalti prodotti a Limoges dal XII secolo alla fine del XIV secolo secondo la tecnica del champlevé, spesso dei reliquiari, e quelli del Rinascimento, prodotti soprattutto durante il Cinquecento, quando l'arte dello smalto fu rinnovata in chiave rinascimentale da veri e propri artisti, come Léonard Limosin e i Pénicaud, che inventarono una tecnica di pittura a smalto su rame.
In tempi più recenti spicca la produzione di Fabergé, autore delle famose Uova Fabergé.
Tra gli artisti italiani che hanno operato a smalto su rame nel secolo scorso un posto di rilievo è riservato a Mario Marè.